# Temporada 1993 de las Grandes Ligas de Béisbol
La Temporada 1993 de las Grandes Ligas de Béisbol fue la última temporada de dos divisiones en cada liga, antes de que se agregara la División Central la temporada siguiente, dándole a la Liga Nacional ya la Liga Americana tres divisiones cada una.
Dieciséis años después de que la Liga Americana se expandiera de 12 a 14 equipos, la Liga Nacional finalmente siguió el ejemplo, con los Colorado Rockies y Florida Marlins (ahora los Miami Marlins) uniéndose a la Liga Nacional. También fue la primera temporada desde 1976 que ambas ligas tuvieron el mismo número de equipos. Toronto Blue Jays se coronó campeón la temporada al ganar su segundo título consecutivo en la Serie Mundial, superando a Philadelphia Phillies en seis partidos. La Serie Mundial fue ganada cuando, en uno de los momentos más famosos en el béisbol, Joe Carter bateó una carrera de tres carreras en casa la novena entrada para sellar la victoria en casa.

## Temporada Regular
Liga Americana
| División Este     | División Este | División Este | División Este | División Este | División Este | División Este |
| Equipo            | V             | D             | CTE           | JD            | LOCAL         | VISITA        |
| ----------------- | ------------- | ------------- | ------------- | ------------- | ------------- | ------------- |
| Toronto Blue Jays | 95            | 67            | 0.586         | —             | 48–33         | 47–34         |
| New York Yankees  | 88            | 74            | 0.543         | 7             | 50–31         | 38–43         |
| Baltimore Orioles | 85            | 77            | 0.525         | 10            | 48–33         | 37–44         |
| Detroit Tigers    | 85            | 77            | 0.525         | 10            | 44–37         | 41–40         |
| Boston Red Sox    | 80            | 82            | 0.494         | 15            | 43–38         | 37–44         |
| Cleveland Indians | 76            | 86            | 0.469         | 19            | 46–35         | 30–51         |
| Milwaukee Brewers | 69            | 93            | 0.426         | 26            | 38–43         | 31–50         |

| División Oeste     | División Oeste | División Oeste | División Oeste | División Oeste | División Oeste | División Oeste |
| Equipo             | V              | D              | CTE            | JD             | LOCAL          | VISITA         |
| ------------------ | -------------- | -------------- | -------------- | -------------- | -------------- | -------------- |
| Chicago White Sox  | 94             | 68             | 0.580          | —              | 45–36          | 49–32          |
| Texas Rangers      | 86             | 76             | 0.531          | 8              | 50–31          | 36–45          |
| Kansas City Royals | 84             | 78             | 0.519          | 10             | 43–38          | 41–40          |
| Seattle Mariners   | 82             | 80             | 0.506          | 12             | 46–35          | 36–45          |
| California Angels  | 71             | 91             | 0.438          | 23             | 44–37          | 27–54          |
| Minnesota Twins    | 71             | 91             | 0.438          | 23             | 36–45          | 35–46          |
| Oakland Athletics  | 68             | 94             | 0.420          | 26             | 38–43          | 30–51          |

Liga Nacional  
| División Este         | División Este | División Este | División Este | División Este | División Este | División Este |
| Equipo                | V             | D             | CTE           | JD            | LOCAL         | VISITA        |
| --------------------- | ------------- | ------------- | ------------- | ------------- | ------------- | ------------- |
| Philadelphia Phillies | 97            | 65            | 0.599         | —             | 52–29         | 45–36         |
| Montreal Expos        | 94            | 68            | 0.580         | 3             | 55–26         | 39–42         |
| St. Louis Cardinals   | 87            | 75            | 0.537         | 10            | 49–32         | 38–43         |
| Chicago Cubs          | 84            | 78            | 0.519         | 13            | 43–38         | 41–40         |
| Pittsburgh Pirates    | 75            | 87            | 0.463         | 22            | 40–41         | 35–46         |
| Florida Marlins       | 64            | 98            | 0.395         | 33            | 35–46         | 29–52         |
| New York Mets         | 59            | 103           | 0.364         | 38            | 28–53         | 31–50         |

| División Oeste       | División Oeste | División Oeste | División Oeste | División Oeste | División Oeste | División Oeste |
| Equipo               | V              | D              | CTE            | JD             | LOCAL          | VISITA         |
| -------------------- | -------------- | -------------- | -------------- | -------------- | -------------- | -------------- |
| Atlanta Braves       | 104            | 58             | 0.642          | —              | 51–30          | 53–28          |
| San Francisco Giants | 103            | 59             | 0.636          | 1              | 50–31          | 53–28          |
| Houston Astros       | 85             | 77             | 0.525          | 19             | 44–37          | 41–40          |
| Los Angeles Dodgers  | 81             | 81             | 0.500          | 23             | 41–40          | 40–41          |
| Cincinnati Reds      | 73             | 89             | 0.451          | 31             | 41–40          | 32–49          |
| Colorado Rockies     | 67             | 95             | 0.414          | 37             | 39–42          | 28–53          |
| San Diego Padres     | 61             | 101            | 0.377          | 43             | 34–47          | 27–54          |

## Postemporada
|  | Campeonato de la Liga | Campeonato de la Liga | Campeonato de la Liga |   |    | Serie Mundial     | Serie Mundial | Serie Mundial |
|  |                       |                       |                       |   |    |                   |               |               |
|  | Este                  | Toronto Blue Jays     | 4                     |   |    |                   |               |               |
|  | Oeste                 | Chicago White Sox     | 2                     |   |    |                   |               |               |
|  |                       |                       |                       |   | AL | Toronto Blue Jays | 4             |               |
|  |                       | NL                    | Philadelphia Phillies | 2 |    |                   |               |               |
|  | Este                  | Philadelphia Phillies | 4                     |   |    |                   |               |               |
|  | Oeste                 | Atlanta Braves        | 2                     |   |    |                   |               |               |

|                                          |
| Campeón Toronto Blue Jays Segundo Título |

## Premios y honores
- MVP
  - Frank Thomas, Chicago White Sox (AL)
  - Barry Bonds, San Francisco Giants (NL)
- Premio Cy Young
  - Jack McDowell, Chicago White Sox (AL)
  - Greg Maddux, Atlanta Braves (NL)
- Novato del año
  - Tim Salmon, California Angels (AL)
  - Mike Piazza, Los Angeles Dodgers (NL)
- Mánager del año
  - Gene Lamont, Chicago White Sox (AL)
  - Dusty Baker, San Francisco Giants[2]

## Líderes de la liga

### Liga Americana
Líderes de Bateo 
| Categoría           | Jugador         | Equipo | Marca |
| ------------------- | --------------- | ------ | ----- |
| Porcentaje de bateo | John Olerud     | TOR    | .363  |
| Cuadrangulares      | Juan González   | TEX    | 46    |
| Carreras Impulsadas | Albert Belle    | CLE    | 129   |
| Carreras Anotadas   | Rafael Palmeiro | TEX    | 124   |
| Hits                | Paul Molitor    | TOR    | 211   |
| Robo de Bases       | Kenny Lofton    | CLE    | 70    |

Líderes de Pitcheo 
| Categoría         | Jugador                    | Equipo  | Marca |
| ----------------- | -------------------------- | ------- | ----- |
| Victorias         | Jack McDowell              | CHW     | 22    |
| Derrotas          | Scott Erickson             | MIN     | 19    |
| ERA               | Kevin Appier               | KCR     | 2.56  |
| Ponches           | Randy Johnson              | SEA     | 308   |
| Entradas Lanzadas | Cal Eldred                 | MIL     | 258   |
| Juegos salvados   | Duane Ward Jeff Montgomery | TOR KCR | 45    |

### Liga Nacional
Líderes de Bateo 
| Categoría           | Jugador          | Equipo | Marca |
| ------------------- | ---------------- | ------ | ----- |
| Porcentaje de bateo | Andrés Galarraga | COL    | .370  |
| Cuadrangulares      | Barry Bonds      | SFG    | 46    |
| Carreras Impulsadas | Barry Bonds      | SFG    | 123   |
| Carreras Anotadas   | Lenny Dykstra    | PHI    | 143   |
| Hits                | Lenny Dykstra    | PHI    | 194   |
| Robo de Bases       | Chuck Carr       | FLO    | 58    |

Líderes de Pitcheo 
| Categoría         | Jugador                  | Equipo  | Marca |
| ----------------- | ------------------------ | ------- | ----- |
| Victorias         | Tom Glavine John Burkett | ATL SFG | 22    |
| Derrotas          | Doug Drabek              | HOU     | 18    |
| ERA               | Greg Maddux              | ATL     | 2.36  |
| Ponches           | Jose Rijo                | CIN     | 227   |
| Entradas Lanzadas | Greg Maddux              | ATL     | 267   |
| Juegos salvados   | Randy Myers              | CHC     | 53    |